# Лорен, Ральф
Ра́льф Ло́рен (англ. Ralph Lauren, настоящая фамилия Ли́фшиц — Lifshitz; род. 14 октября 1939, Бронкс, Нью-Йорк) — американский модельер, дизайнер и предприниматель, кавалер ордена Почётного легиона. Основатель компании Ralph Lauren Corporation, флагманом которого является модный бренд Polo Ralph Lauren. Входит в топ-400 богатейших людей США и мира.

## Особенности стиля
Ральф Лорен заимствовал идеи из английского «кантри», вдохновляясь традиционным обликом английских землевладельцев и стилем их усадебной жизни. Другой его источник — американский стиль «вестерн» с его сапогами, джинсами и кожаными куртками с бахромой: облагороженный, он стал неотъемлемой частью американского имиджа:593. Модельер объединял рустикальный облик и спортивную одежду в духе игры в поло с элегантностью, при этом нарочитая небрежность с ореолом романтизма должна была лишь подчёркивать социальный статус и финансовую состоятельность человека, одетого в его стиле.

## Биография
Родился в Бронксе, в семье еврейских эмигрантов из бывшей Российской империи. Его отец, Франк Лифшиц (1904—1994), эмигрировал в США в 1920 году из Пинска (после революции вошедшего в состав УНР) и работал в Нью-Йорке маляром, а в свободное время писал прозу на идише; его мать, Фрейдл (позже Фреда, Фрида) Котляр (1905—1994), эмигрировала в 1921 году из Гродно (в то время отошедшего к Польше) и занималась воспитанием четверых детей. Дома говорили на идише.
Семья из шести человек жила в однокомнатной квартире в бедном нью-йоркском квартале Бронкса (среди соседей Лившицей был будущий модельер Кельвин Кляйн). Ральф с детства любил искусство, мечтал о красивой жизни и карьере баскетболиста или актёра. Будучи подростком, он побывал в гостях у приятеля из состоятельной семьи, где его поразила личная гардеробная с коллекцией одежды и обуви на многочисленных полках, — тогда как в их семье был всего один шкаф на всех домочадцев. Решив, что когда-нибудь у него будет такая же гардеробная, он поставил себе цель — стать богатым и успешным. В одном из школьных сочинений он написал, что хочет стать миллионером. Его первым шагом на пути к цели стала покупка классического английского костюма-тройки, на который 12-летний Ральф долгое время копил каждый свободный цент.
В 1955 году, в возрасте 16 лет, Ральф поменял отцовскую фамилию на более благозвучную Лорен. В 1957 году он окончил школу де Витт-Клинтон, после чего некоторое время учился в Талмудической академии. Затем, желая изучать экономику и бизнес, он поступил в Колледж Бернарда Баруха, однако через два года бросил обучение и ушёл в армию, где служил с 1962 по 1964 год.
Вернувшись из армии, Ральф некоторое время работал продавцом-ассистентом в компании Brooks Brothers, затем устроился продавцом в компанию Rivetz&Co, занимавшуюся пошивом галстуков. В 1966 году, вдохновившись образом Дугласа Фэрбенкса, Ральф предложил выпускать новую, более широкую модель галстука — но его идею отвергли. Тогда он решил самостоятельно заняться её продвижением: арендовав почтовый адрес в Эмпайр-стейт-билдинг, в 26 лет он открыл собственную галстучную компанию. Поначалу его клиентами были небольшие магазинчики, но вскоре универсальный магазин Neiman Marcus разместил заказ на 1200 галстуков.
В 1967 году производитель одежды Норман Хилтон (англ. Norman Hilton) вложил в дело начинающего модельера 50 тысяч долларов, что позволило Ральфу открыть свой первый магазин и начать торговать галстуками под маркой Polo — логотипом компании стало изображение игрока в поло, скачущего на лошади.
В 1968 году Ральф открыл собственный отдел в магазине Bloomingdale’s. К 1971 году производство расширилось, и Ральф открыл магазин в Беверли-Хиллз, на улице Родео-Драйв. В том же году он выпустил свою первую коллекцию женской одежды, Ralph Lauren Womens wear, представив белые хлопковые сорочки, скроенные на мужской манер.
В 1970 году его коллекция мужской одежды была впервые отмечена премией американских модных критиков Coty Award (также получал её в 1976 и 1977 годах).
В 1970-е годы Ральф Лорен привлёк нового инвестора, Питера Смита (англ. Piter Smith), который стал президентом компании. В этот период он делает ставку на спортивных сорочках, начав выпускать их в широкой гамме из 24 оттенков.
В 1974 году по заказу студии Paramount Pictures Лорен разрабатывает костюмы для фильма «Великий Гэтсби». 1978 год ознаменовался коллекцией одежды Western wear, вдохновлённой образами Дикого Запада. Продолжая развитие образа в стиле «вестерн», Ральф Лорен стал позиционироваться как дизайнер, «открывший Америке Америку».
В 1981 году Ральф Лорен был среди первых получателей премии Американского совета модельеров — впоследствии он награждался советом ещё шесть раз за коллекции как женской, так и мужской одежды.
В 1983 году он начал производить предметы мебели и аксессуары для дома: постельное бельё было пошито из хлопка для производства сорочек, поэтому наволочки для подушек дизайнер придумал украсить рядом пуговиц.
В 1986 году журнал Time опубликовал развёрнутую статью о модельере (Selling a Dream of Elegance and the Good Life), разместив его фотографию на своей обложке.
Ральф Лорен создал логотип с изображением мишени для благотворительной компании Fashion Targets Breast Cancer, стартовавшей в Великобритании в 1996 году и направленной на сбор средств для борьбы с раком груди.
В 2005 году модельер издал книгу «Дневники коллекции», посвящённую работе над выпуском своей последней осенней линии женской одежды. В 2006 году объявил, что больше не будет использовать натуральный мех, а также подписал контракт на разработку униформы для Уимблдонского турнира.
В 2007 году Американский совет модельеров наградил Ральфа Лорена премией «Легенда американской моды» — на данный момент он является единственным получателем этой премии.
В 2007 году у бренда насчитывается около 300 магазинов по всему миру.
В 2008 году Лорен стал официальным дизайнером американской сборной на Олимпиаде в Пекине. Подвергшись критике за то, что одежда для спортсменов была выполнена в Китае, его олимпийская коллекция для игр 2014 года в Сочи была полностью выполнена в США, начиная с сырья и кончая пошивом.
В 2015 году Ральф Лорен объявил о том, что оставляет пост главного креативного директора компании. На его смену пришел Стефан Ларссон, работавший на аналогичной позиции в компании Old Navy.

### Личная жизнь
20 декабря 1964 года Ральф Лорен женился на Рики-Энн Лоу-Бир (англ. Ricky Anne Low-Beer), с которой познакомился на приёме у окулиста, где она работала в приёмной. Их сын Эндрю стал актёром и телережиссёром, другой сын, Дэвид, занял пост старшего вице-президента компании Polo Ralph Lauren по рекламе, маркетингу и корпоративным коммуникациям; в сентябре 2011 года он женился на Лорен Буш (англ. Lauren Bush), племяннице бывшего президента США Джорджа Буша. Их дочь Дилан — владелица кондитерского магазина Dylan’s Candy Bar, позиционирующегося как самый большой магазин сладостей в мире.
В 1987 году модельеру был поставлен диагноз — доброкачественная опухоль мозга. В том же году была успешно проведена операция по её удалению, после чего Ральф полностью выздоровел.

## Состояние
С состоянием в 7,5 миллиардов долларов Ральф Лорен входит в список 200 богатейших людей мира; он числится на 57 строчке рейтинга богатейших людей США и 165 строчке — мира по версии журнала «Форбс».

### Благотворительная деятельность
Начиная с осени 2013 года Ральф Лорен финансирует работы по реставрации и модернизации парижской Высшей школы изящных искусств, старейшей художественной школы мира, включая реставрацию «Полукружия» — фрески главного амфитеатра работы Поля Делароша (1836—1841), изображающей 75 великих художников прошлого.

### Автомобильная коллекция

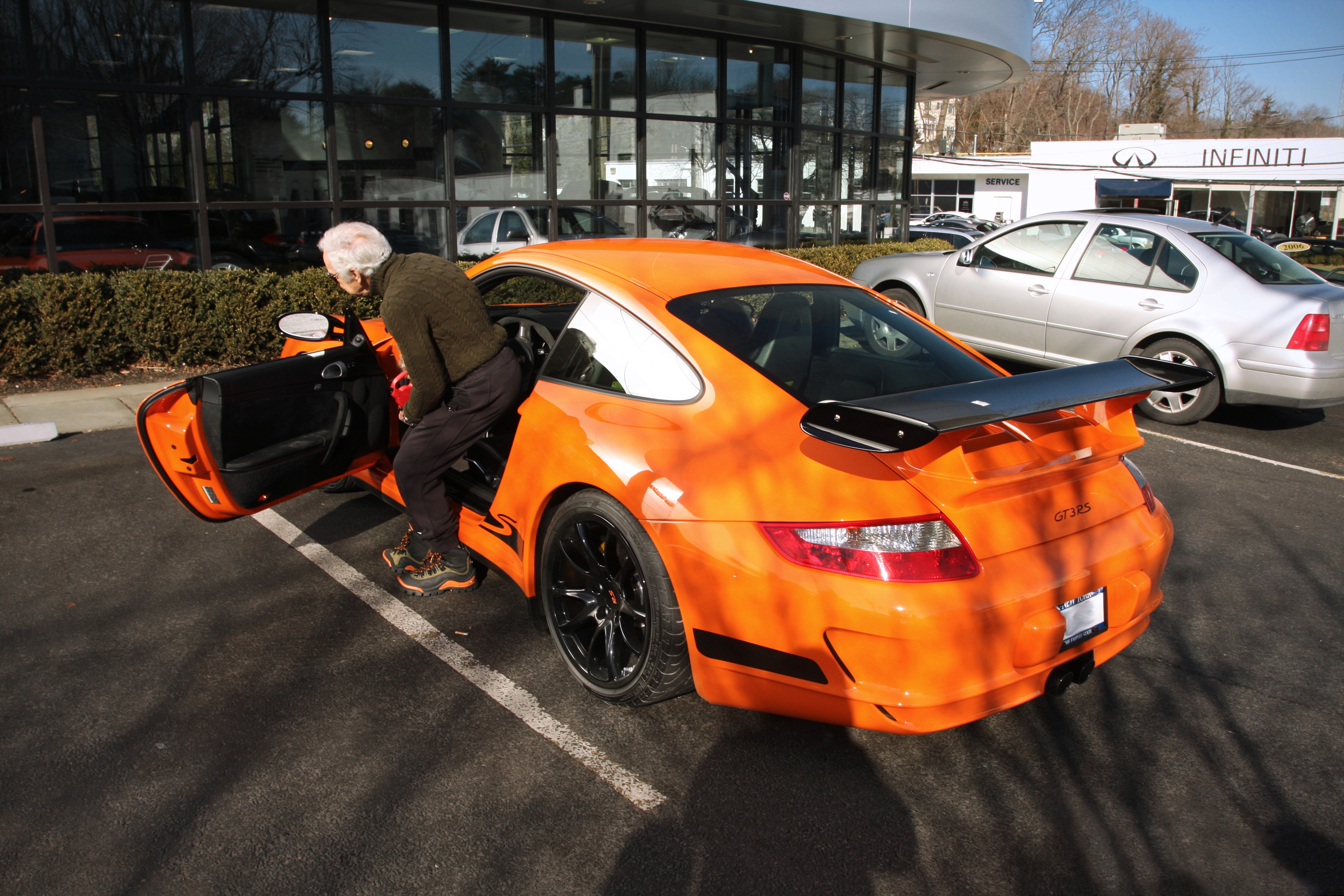
Ральф Лорен и его Porsche GT3 RS (2010).

Ральф Лорен является коллекционером редких автомобилей. В 1988 году он приобрёл Bugatti Atlantic — редчайший автомобиль, который оценивается в 40 миллионов долларов. Также ему принадлежат Ferrari 250 GTO 1962 года выпуска, две машины Ferrari 250 Testa Rossa, три McLaren F1 (1996, среди них — редчайший F1 LM), Mercedes 300SL Gullwing, Mercedes-Benz SSK Count Trossi («Чёрный принц», 1930 год выпуска), Blower Bentley (1929), Porsche 997 GT3 RS, Bugatti Veyron, Alfa Romeo 8C 2900B Mille Miglia (1938), Lamborghini Reventon и редкий Roadster Reventon. На конкурсе автомобилей Pebble Beach Concours d'Elegance машины из его коллекции несколько раз выигрывали приз лучших (Best in Show).
В 2005 году его коллекция демонстрировалась в бостонском Музее изобразительных искусств. В 2011 году 17 автомобилей были выставлены в Париже, в Музее декоративного искусства.
Коллекции Ральфа Лорена посвящена передача «Скорость, стиль и красота» (англ. Speed, Style and Beauty: Cars from the Ralph Lauren Collection), вышедшая на телеканале Discovery в 2007 году.

## Признание
- 1970 — премия американских модных критиков Coty Award[англ.] (за коллекцию мужской одежды)
- 1976 — премия Коти (за коллекции мужской и женской одежды)
- 1977 — премия Коти (за коллекцию женской одежды)
- Премии Совета американских модельеров:
  - 1981 — премия
  - 1986 — специальная премия
  - 1991 — премия Джоффри Бина[англ.] за пожизненные заслуги
  - 1995 — «Дизайнер года» в номинации «женская одежда»
  - 1996 — «Дизайнер года» в номинации «мужская одежда»
  - 1995 — премия «Дом Периньон»
  - 2007 — «Легенда американской моды» и «Дизайнер года» в номинации «мужская одежда»
- 2010 — кавалер ордена Почётного легиона (награда получена из рук президента Франции Николя Саркози).
- 2017 — рыцарь-командор ордена Британской империи (Великобритания)[20]
- 2025 — Президентская медаль Свободы[21]

## Публикации
- 1981 — Jeffrey A Trachtenberg. Ralph Lauren: The Man behind the Mystique. Little, Brown and Company, New York
- 2002 — Colin McDowell. Ralph Lauren: The Man, The Vision, The Style. Rizzoli, New York
- 2003 — Michael Gross: Genuine Authentic: The Real Life of Ralph Lauren. Harper, New York

## В кинематографе
- 1999 — т/с Друзья (6 сезон, 8 серия), камео
- 2019 — Very Ralph, док. фильм, продюсер и режиссёр Сьюзан Лэйси[англ.]